# Eli Terry
Eli Terry (13 de abril de 1772, East Windsor, Connecticut - 26 de febrero de 1852, Plymouth) fue un relojero estadounidense.
Se hizo especialista en los relojes de repisa hechos de madera, especialmente su "reloj de madera perfeccionado" conocido como Terry clock (1814). Usando partes intercambiables hechas mediante técnicas mecanizadas, la producción en su fábrica de Plymouth alcanzó la manufactura de 10,000 a 12,000 Terry clocks por año.
- Datos: Q2556461
- Multimedia: Eli Terry / Q2556461